# ژان-باتیست مونیه
ژان-باتیست مونیِه (فرانسوی: Jean-Baptiste Maunier‎؛ زادهٔ ۲۲ دسامبر ۱۹۹۰) یک هنرپیشه و خواننده اهل فرانسه است.
وی بازیگر فیلم‌هایی همچون هلفون بوده‌است.